# Магически предмети в „Хари Потър“
Следва списък с магически предмети, използвани в измислената вселена на Хари Потър в оригиналната поредица от книги, както и в адаптираната филмова поредица.

## Комуникация

### Фалшиви галеони
В Хари Потър и Орденът на феникса Хърмаяни Грейнджър създава фалшиви, омагьосани галеони (пари на магьосниците), които се използват за комуникация между членовете на Армията на Дъмбълдор. Подобно на неомагьосаните галеони, монетите имат цифри по ръба. На истинските галеони тези серийни номера посочват гоблина, който е отсякъл монетата; на омагьосаните галеони числата представляват часа и датата на следващата среща на Армията на Дъмбълдор. Монетите стават горещи, когато числата се променят, за да предупредят членовете да погледнат своите монети.
В Хари Потър и Нечистокръвния принц Драко Малфой използва чифт омагьосани монети, за да заобиколи комуникационните ограничения, наложени на „Хогуортс“, като по този начин успява да поддържа връзка с мадам Розмерта, която е поставил под проклятието Империус. Драко разкрива, че е взел идеята от Армията на Дъмбълдор и монетите на Хърмаяни, които сами по себе си са вдъхновени от използването на Тъмния знак от Лорд Волдемор за комуникация с неговите смъртожадни.
В Хари Потър и Даровете на Смъртта Невил Лонгботъм използва монетите, за да съобщи на Луна Лъвгуд и Джини Уизли, че Хари, Рон и Хърмаяни са се върнали в „Хогуортс“.

### Конско
Конското е алено-червена писмо, изпратено за демонстрация на изключителен гняв или за предаване на съобщение много силно и публично. Когато се отвори, гласът на подателя, който е магически усилен до оглушителна сила, изревава съобщение към получателя и след това се самоунищожава чрез изгаряне. Ако не се отвори или има забавяне при отварянето му, писмото тлее, експлодира силно и извиква съобщението дори по-силно от нормалното. Във филмовата версия Конското се сгъва в набор от устни и зъби в стил оригами и извиква съобщението, след което се нарязва на парчета хартия, преди да се изгори.
В Хари Потър и Стаята на тайните Рон Уизли получава Конско от майка си, Моли Уизли, след като открадва омагьосаната кола на баща си и я кара до „Хогуортс“ с Хари. Невил Лонгботъм признава, че веднъж получил конско от баба си Августа, заявявайки, че го е игнорирал и че резултатът е бил ужасен. Впоследствие Невил получава още едно конско от баба си, след като Сириус Блек използва неговия списък с пароли, за да влезе в общата стая на „Грифиндор“ в Хари Потър и Затворникът от Азкабан. Хърмаяни получава такова писмо в Хари Потър и Огненият бокал, след като Рита Скийтър публикува невярна статия за връзката между Хърмаяни и Хари. В Хари Потър и Орденът на феникса Дъмбълдор изпраща на лелята на Хари Петуния Дърсли конско, за да ѝ напомни за споразумението да позволи на Хари да живее на „Привит Драйв“, когато вуйчото на Хари Върнън се опитва да го изгони.

## Коректори

### Делуминатор
Делуминаторът е устройство, изобретено от Албус Дъмбълдор, което прилича на запалка за цигари. Използва се за отстраняване или абсорбиране (както и връщане) на светлината от всеки източник на светлина, за да осигури прикритие на потребителя. В Хари Потър и Философският камък Дъмбълдор използва делуминатора, за да затъмни улица „Привит Драйв“, където се намира къщата на семейство Дърсли. Устройството може да се види в Орденът на феникса, където Дъмбълдор дава назаем делуминатора на Аластор „Лудоокия“ Муди, който го използва, когато транспортира Хари от дома на семейство Дърсли до дома на Сириус на площад „Гримолд“ 12. В Нечистокръвния принц Дъмбълдор отново използва делуминатора, за да затъмни „Привит Драйв“, преди да вземе Хари.
В Даровете на Смъртта делуминаторът е завещан на Рон от Дъмбълдор. По-късно в книгата, след като Рон напуска приятелите си, обзет от гнева, делуминаторът показва допълнителна способност, подобна на самонасочващо устройство. Рон чува Хърмаяни чрез устройството, докато тя казва името му за първи път, откакто той си тръгва, и когато щраква върху него, излъчената топка светлина навлиза в тялото му и му позволява да локализира и да се приспособи в близост до лагера на Хари и Хърмаяни. Джоан Роулинг казва, че Дъмбълдор го е оставил на Рон, защото е вярвал, че той може да се нуждае от малко повече насоки от Хари и Хърмаяни.

### Мантия невидимка
Във вселената на Хари Потър се използва мантия невидимка, за да направи този, който я носи, невидим. Всички са много редки и скъпи. Във Фантастични животни и къде да ги намерим се казва, че мантиите невидимки могат да бъдат изплетени от кожите на полупотайник. Мантиите невидимки могат да бъдат и обикновени наметала с поставена върху тях магия за разочарование или заклинание за заслепяване. С течение на времето тези наметала губят способността си за невидимост, като в крайна сметка се превръщат в непрозрачни и уязвими за проникване от различни заклинания.
Известно е, че Муди притежава две мантии невидимки. Една от тях е заимствана от Стърджис Подмор в хода на работата за Ордена на Феникса. Барти Крауч-старши също притежава такава мантия, която използва, за да скрие сина си Барти Крауч-младши, за да попречи да бъде намерен и върнат в Азкабан, магьосническия затвор. Няколко пъти в поредицата е показано, че герои или подозират, или по някакъв друг моден „усет“, че Хари носи наметалото си: Снейп е подозрителен, когато е последван от Хари, дори протяга ръка, за да грабне (това, което изглежда като) разреден въздух; в Нечистокръвния принц Драко Малфой осъзнава, че Хари е във вагона, и успешно го обездвижва с магията Петрификус Тоталус, тъй като въпреки че носи наметалото си, Хари неволно премества предмети близо до него; и в Стаята на тайните Албус Дъмбълдор усеща Хари и Рон под него в колибата на Хагрид, докато разговаря с Луциус Малфой по време на събитието, когато Корнелиус Фъдж идва да отведе Хагрид в Азкабан и Луциус Малфой предава на Дъмбълдор писмото си за отстраняване. Дъмбълдор успява да усети Хари и Рон под мантията невидимка чрез дискретно изпълнение на невербално заклинание, разкриващо човешко присъствие.

## Даровете на Смъртта
Даровете на Смъртта са три магически предмета, които са в центъра на повествованието в Хари Потър и Даровете на Смъртта – Бъзовата пръчка, Животворният камък и Мантията за невидимост. Когато са собственост на един човек, се казва, че му дават власт над Смъртта. Тези предмети обикновено се помнят само като част от приказка за магьосници, наречена Приказката за тримата братя, и са се превърнали в митологични с течение на времето, но малък брой магьосници, включително Дъмбълдор, все още вярват в тяхното съществуване и ги търсят.
Според приказката трима братя избегнали Смъртта, която им дала избор да поискат нещо от нея. Най-големият брат поискал магическа пръчка, която не може да бъде победена в битка, средният брат поискал начин да върне някого от мъртвите, а най-малкият брат избрал наметало, което прави този, който го носи, невидим дори за самата Смърт. В крайна сметка най-големият брат е убит, вторият се самоубил и накрая третият брат направил смъртта приятел и дал наметалото на сина си. Обикновено се смята, че историята се отнася за братята Певерал преди векове, въпреки че много малко хора вярват, че историята е напълно вярна. Дъмбълдор вярва, че семейство Певерал са просто особено мощни и гениални и изобретателни магьосници. Знакът на Даровете на Смъртта също е приет като личен символ от тъмния магьосник Гелърт Гринделвалд; затова много магьосници, като Виктор Крум, погрешно го разбират като символ на тъмна магия.

### Бъзова пръчка
Бъзовата пръчка, известна още като Старшата пръчка, е изключително мощна пръчка, направена от бъзово дърво със сърцевина, съдържаща косъм от опашка на тестрол. В книгата пръчката е като част от легенда и се смята, че е сменяла собствениците си през цялата история.
Смята се, че верността на магическата пръчка се печели чрез убийството на предишния ѝ собственик и следователно нейната „кървава следа“ се „пръска по страниците на магьосническата история“. Въпреки това, Хари разбира от Гарик Оливандър, майсторът на пръчки, че това популярно разбиране е неправилно. Бъзовата пръчка всъщност прехвърля своята лоялност при поражението или разоръжаването, а не непременно убийството на своя предишен господар. В противен случай никога няма да работи напълно при новия собственик. Това разграничение се превръща в основата, върху която Волдемор най-накрая е победен, когато вярва, че е спечелил верността на пръчката, като убива Снейп, който пък убива Дъмбълдор, докато Хари осъзнава, че всъщност е обезоръжил истинския собственик на пръчката, Драко Малфой, който обезоръжава Дъмбълдор преди Снейп да го убие. Това превръща Хари, а не Волдемор в истинския господар на пръчката в последната им среща, въпреки че нито Драко, нито Хари физически притежават Бъзовата пръчка в този момент.
Според фолклора на магьосниците, Бъзовата пръчка, използвана от истинския си господар, не може да бъде победена в дуел; това е неправилно, тъй като Дъмбълдор успява да победи легендарния тъмен магьосник Гелърт Гринделвалд, който е господар на Бъзовата пръчка към онзи момент. Тъй като пръчката е донякъде чувствителна (като всички магически пръчки), тя няма да си позволи да причини вреда на своя истински господар. Ако нейният господар умре естествено, без изобщо да бъде победен или обезоръжен, изключителната сила на пръчката приключва за всеки следващ собственик, тъй като тя никога не е печелена от първия.
Силата на Бъзовата пръчка е показана за първи път в историята, когато Антиох Певерел, най-големият от легендарните трима братя, води дуел с враг, който отдавна иска да победи. Той побеждава и оставя врага си мъртъв; обаче, след като се похвалва с непобедимата си пръчка, Антиох е ограбен и убит в съня си от съперник, който иска да вземе пръчката. В крайна сметка става притежание на Микеу Грегорович, български майстор на пръчки. Грегорович се хвали, че притежава Бъзовата пръчка, вярвайки, че това ще повиши популярността му, докато се сблъсква с конкуренция от Оливандър. Открадната му е от Гринделвалд, бивш приятел на Дъмбълдор, който се опитва да наложи властта на магьосниците в света. Гринделвалд е победен, когато е „на върха на силата си“ от Дъмбълдор, който в по-късните си години смята, че това е „единствената святост, която може да притежава, не за да се хвали с нея или да убива с нея, а за да я опитоми“.
Дъмбълдор организира собствената си смърт със Сивиръс Снейп, възнамерявайки отчасти Снейп да „завърши с Бъзовата пръчка“. Тъй като смъртта му е предварително организирана, а не резултат от поражението му, той се надява, че това може да наруши силата на пръчката. Въпреки това, Драко Малфой обезоръжава Дъмбълдор преди смъртта му от ръцете на Снейп, причинявайки провала на плана; пръчката е заровена в гробницата на Дъмбълдор, но Драко вече неволно е станал неин нов господар, въпреки че никога не я взима от Дъмбълдор. След като Хари обезоръжава Драко (въпреки че Драко не използва Бъзовата пръчка), пръчката вместо това става лоялна към Хари.
В последната книга Волдемор търси пръчката, за да победи Хари – предишните му пръчки се провалят – и нахлува в гробницата на Дъмбълдор, за да вземе пръчката. По време на битката за Хогуортс той разбира, че магическата пръчка не работи за него, както легендата казва, и погрешно заключава, че това е така, защото е станала лоялна към Снейп, когато Снейп убива Дъмбълдор, и ще стане лоялна към него едва след убийството на Снейп. Затова той убива Снейп и вярва, че след това пръчката ще му служи и ще бъде непобедима, но по време на последния му дуел с Хари неговото убийствено проклятие отскача и той умира – както Хари го е предупредил – тъй като Бъзовата пръчка няма да позволи да бъде използвана от него срещу истинския му господар.
След смъртта на Волдемор, Хари използва Бъзовата пръчка, за да поправи собствената си счупена пръчка, за която казва, че е „по-щастлив с нея“. Той решава да върне Бъзовата пръчка в гроба на Дъмбълдор, чувствайки, че ако той умре, превъзходната ѝ сила ще приключи. Във филма Хари счупва пръчката на две и хвърля парчетата от мост.
Дж. К. Роулинг разкрива в интервю, че първото работно заглавие на Хари Потър и Даровете на Смъртта е Хари Потър и Бъзовата пръчка.

### Животворен камък
Животворният камък, известен и като Камъкът на възкресението, позволява на притежателя да върне починали близки в полуфизическа форма и да общува с тях. Формата на Сириус Блек, генерирана от камъка, казва на Хари, че той и другите форми, създадени от камъка, са част от него и невидими за другите. Това изглежда предполага, че тези привидения са извикани от спомени и не са наистина възкресени хора. Според приказката за произхода на Даровете на Смъртта, използването на Камъка на възкресението е накарало собственика да се самоубие, защото е върнал покойната си годеница от мъртвите и тя е била много нещастна в реалния свят, защото не ѝ е мястото там. По времето, когато камъкът е видян като притежание на Мерсволуко Гонт, той е поставен в пръстен, който носи символа на Даровете на Смъртта. Невежият Гонт смята, че е гербът на Певерел; той използва пръстена, за да се похвали с произхода и чистотата на кръвта си. И Дъмбълдор, и Гринделвалд желаят камъка, но по различни причини. Докато Дъмбълдор иска да общува с мъртвото му семейство, Гринделвалд смята да го използва, за да създаде армия от подобни на зомбита инферии. Хари казва, че това е дарът, който би желал най-много, тъй като като Дъмбълдор може да назове хора, с които би искал да общува отново. Волдемор осъзнава древността на пръстена и в крайна сметка го използва като хоркрукс, хранилище за част от душата му, без да знае за допълнителните магически свойства на камъка.
Дъмбълдор връща пръстена от имението на Мерсволуко, разпознавайки го едновременно като хоркрукс и като един от даровете. Забравяйки, че като хоркрукс, той вероятно ще бъде защитен от проклятия, наложени от Волдемор, и заслепен от лично желание, Дъмбълдор се опитва да използва камъка, за да говори с починалото си семейство. Проклятието унищожава ръката му и започна да се разпространява по цялото му тяло. Въпреки че разпространението е частично задържано в унищожената и почерняла ръка от Снейп, Дъмбълдор е обречен, като му остава най-много една година живот. При срещата им на гара Кингс Крос Дъмбълдор казва на Хари, че това доказва, че не е научил нищо от миналите си грешки и амбиции за използване на даровете и е част от причината за страха му, че Хари също може да стане обсебен от тяхната сила, ако му се каже за тях.
По-късно камъкът е предаден на Хари чрез завещанието на Дъмбълдор, скрит в златния снич, който Хари хваща с устата си в първия си мач по куидич. Сничът разкрива съобщението „Отварям се преди края“, когато е докоснат от устните на Хари. Хари не може да отвори снича, докато не е на път да умре в гората, и осъзнава, че означава краят или смъртта му. Хари използва камъка, за да призове починалите си близки – родителите си, своя кръстник Сириус Блек и Ремус Лупин – за да го утешат и да укрепят смелостта му, преди да отиде да срещне смъртта си от ръката на Волдемор. Камъкът пада невидим от изтръпналите пръсти на Хари в Забранената гора, когато той стига до лагера на Волдемор. Хари оцелява след срещата и той, и портретът на Дъмбълдор по-късно се съгласяват, че Хари нито ще го търси, нито ще каже на другите къде е. В интервю от 2007 г. Джоан Роулинг казва, че би искала да вярва, че копито на кентавър го е заровило в земята, погребвайки го завинаги.

### Мантия за невидимост
Мантията за невидимост се появява за първи път в Хари Потър и Философският камък. Мантията има силата да предпази този, който го носи, от това да бъде видян от Смъртта. За разлика от други мантии невидимки, за които е известно, че съществуват, то е в състояние напълно да скрие носещия я и другите от погледа и не може да бъде износена от времето или магиите. Други наметала губят способността си да прикриват носещия ги с течение на времето или се износват, но мантията, която е част от Даровете, никога не може да избледнее или да се повреди. В края на Даровете на Смъртта Дъмбълдор обяснява на Хари истинската магия на мантията – тя може да защитава и другите, както и собственика си. Това е очевидно, когато не реагира на магията за призоваване на смъртожаден, докато крие Хари, Рон и Хърмаяни в Даровете на Смъртта. Хърмаяни твърди, че това е Дарът, който би избрала, цитирайки полезността, която Хари е намерил в нея.
Това е Дарът, принадлежащ на най-малкия брат, който не се доверява на Смъртта и взима наметалото, за да се скрие от нея, сваляйки го едва когато е стар и готов за смъртта. След смъртта му наметалото се предава от баща на син чрез потомците, през неговата внучка от Годрик Холоу, която се омъжва за Хардуин Потър, чак до Джеймс Потър.
Мантията не е била у Джеймс в нощта, когато е убит; преди това го дава назаем на Дъмбълдор, който много се интересува от Даровете на Смъртта, подозирайки, че семейното наследство на Потър е нещо повече, отколкото изглежда. Дъмбълдор връща наметалото на Хари десетилетие по-късно като коледен подарък по време на първата му година в Хогуортс. Хари използва наметалото през цялата поредица, за да се промъква из училището в различни приключения. Бащата на Хари също използва наметалото за подобни цели. Мантията е достатъчно голяма, за да покрие Хари, Рон и Хърмаяни като група през първата им година, но тримата изпитват все по-големи трудности да се побират под нея, докато растат през следващите години.
Въпреки че правят този, който го носи, невидим за мъгъли и магьосници, някои същества могат да усетят хора, скрити под наметалото. Змиите, например, не могат да виждат през мантията на невидимостта, но по някакъв начин могат да открият хора под нея. Госпожа Норис, котката на Филч, също изглежда усеща Хари, когато той носи наметалото. Носещите могат да бъдат открити и чрез заклинанието, разкриващо присъствието на човек. В Огненият бокал магическото око на Муди може да види Хари под наметалото. В Затворникът от Азкабан Дъмбълдор предупреждава, че възприемането на хората от дименторите не е възпрепятствано от мантиите невидимки, тъй като те са слепи и усещат хората чрез емоции.
В пиесата Хари Потър и Прокълнатото дете Хари дава мантията невидимка на най-големия си син Джеймс Потър. Въпреки това, по-малкият брат на Джеймс Албус, открадва наметалото и го използва, за да избегне хулиганите в „Хогуортс“.

## Детектори

### Окото на Аластор Муди
Аластор Муди губи окото си по време на Първата магьосническа война. Той го заменя с омагьосана стъклена очна ябълка. Във филма Хари Потър и Огненият бокал окото е синьо и замества лявото му око, а в книгите замества дясното.
Окото притежава много магически заклинания, които му дават способността да вижда през стени и други твърди предмети, може да се върти на 360 градуса.
След като Муди по време на плана за преместване на Хари от дома на Дърсли, очната ябълка е дадена на Долорес Ъмбридж, след като тялото му е намерено от смъртожадни. Тя поставя очната ябълка на вратата на офиса си, за да може да следи служителите си. Хари открадва очната ябълка по време на нападението си в министерството и я заравя в гората, където се провежда няколко години по-рано Световната първенство по куидич.

### Вражеско огледало
Вражеското огледало разкрива врагове на собственика си във или извън фокус в зависимост от това колко близо са те. Барти Крауч-младши, докато се представя за Муди, казва, че когато бялото на очите на врага се вижда, оглеждащият се е в беда. Когато той напада Хари след третата задача, Хари вижда Снейп, Макгонагъл и Дъмбълдор да се приближават към стаята в огледалото, преди да се появят. Вражеското огледало е окачено в Нужната стая в Хари Потър и Орденът на феникса, когато Хари използва мястото за срещи. Както всички детектори за тъмнина, той може да бъде измамен, както споменава Хари в началото на първата среща.

### Хитроумна карта
Хитроумната карта е вълшебна карта на Хогуортс, създадена от Ремус Лупин, Питър Петигрю, Сириус Блек и Джеймс Потър (съответно с прякорите Лун, Опаш, Лап и Рог), докато са ученици в Хогуортс.
В Хари Потър и Затворникът от Азкабан Фред и Джордж Уизли дават картата на Хари, за да може той да ходи до Хогсмийд през скрит проход. Преди това близнаците са откраднали картата от чекмедже в стаята на Филч, което съдържа опасни конфискувани предмети; Лупин разкрива, че Филч вероятно е знаел какво е, но не и как да работи с него. По-късно Снейп намира картата у Хари и се опитва да я принуди да разкрие тайните си, но картата го обижда. Лупин, учителят по Защита срещу Черните изкуства по това време, е призован да разследва този „тъмен предмет“ и го конфискува, за да запази Хари в безопасност. По-късно той го връща на Хари, след като напуска поста си в Хогуортс. От този момент нататък картата става един от най-полезните инструменти на Хари в неговите продължаващи приключения.
Когато не се използва, картата е празен лист пергамент. Може да се активира, като се насочи магическата пръчка към нея и се произнесат думите: „Тържествено се заклевам, че няма да направя нищо добро“, в който момент се появява съобщението: „Господата Лун, Опаш, Лап и Рог, доставчици на помощни средства за магьоснически пакостници, с гордост представяме Хитроумната карта“, заедно с подробно оформление на Хогуортс. Картата се възстановява до първоначалното си състояние, като се каже: „Пакост извършена“. Няколко места като Нужната стая и Стаята на тайните не се появяват на картата. Маскировки като на зоомагове, многоликова отвара и мантия невидимка не могат да заблудят картата. В Затворникът от Азкабан Питър Петигрю, който се предполага, че е мъртъв, но се е трансформирал в плъх, тъй като е зоомаг, се появява на картата под истинското си име. В Огненият бокал Барти Крауч-младши използва многоликова отвара, за да се дегизира като Муди. В един момент Хари го вижда на картата да търси съставки в кабинета на Снейп, но го бърка с баща му, Барти Крауч-старши, тъй като картата не може да направи разлика между двама души, които имат едно и също име и фамилия. Впоследствие Крауч-младши конфискува картата от Хари и я използва, за да проследи и убие собствения си баща, когато той се освобождава от проклятието Империус и пристига в Хогуортс да го търси.